# Dolna Besjovitsa
Dolna Besjovitsa (bulgariska: Долна Бешовица) är ett distrikt i Bulgarien.   Det ligger i kommunen Obsjtina Roman och regionen Vratsa, i den nordvästra delen av landet, 70 km nordost om huvudstaden Sofia.
Omgivningarna runt Dolna Besjovitsa är en mosaik av jordbruksmark och naturlig växtlighet. Runt Dolna Besjovitsa är det ganska glesbefolkat, med 23 invånare per kvadratkilometer.